# Bittacus
Bittacus är ett släkte av näbbsländor. Bittacus ingår i familjen styltsländor.

## Bildgalleri

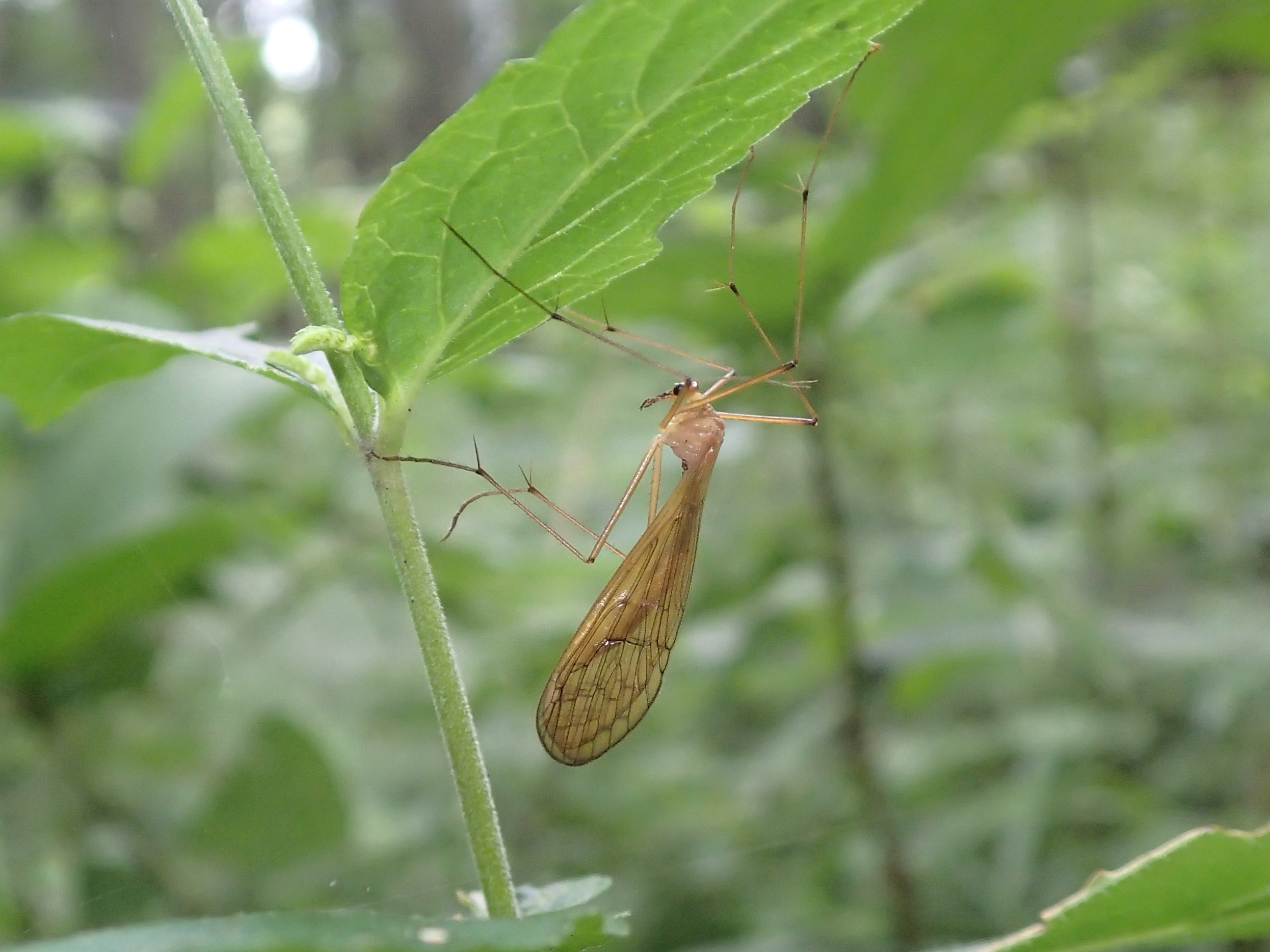
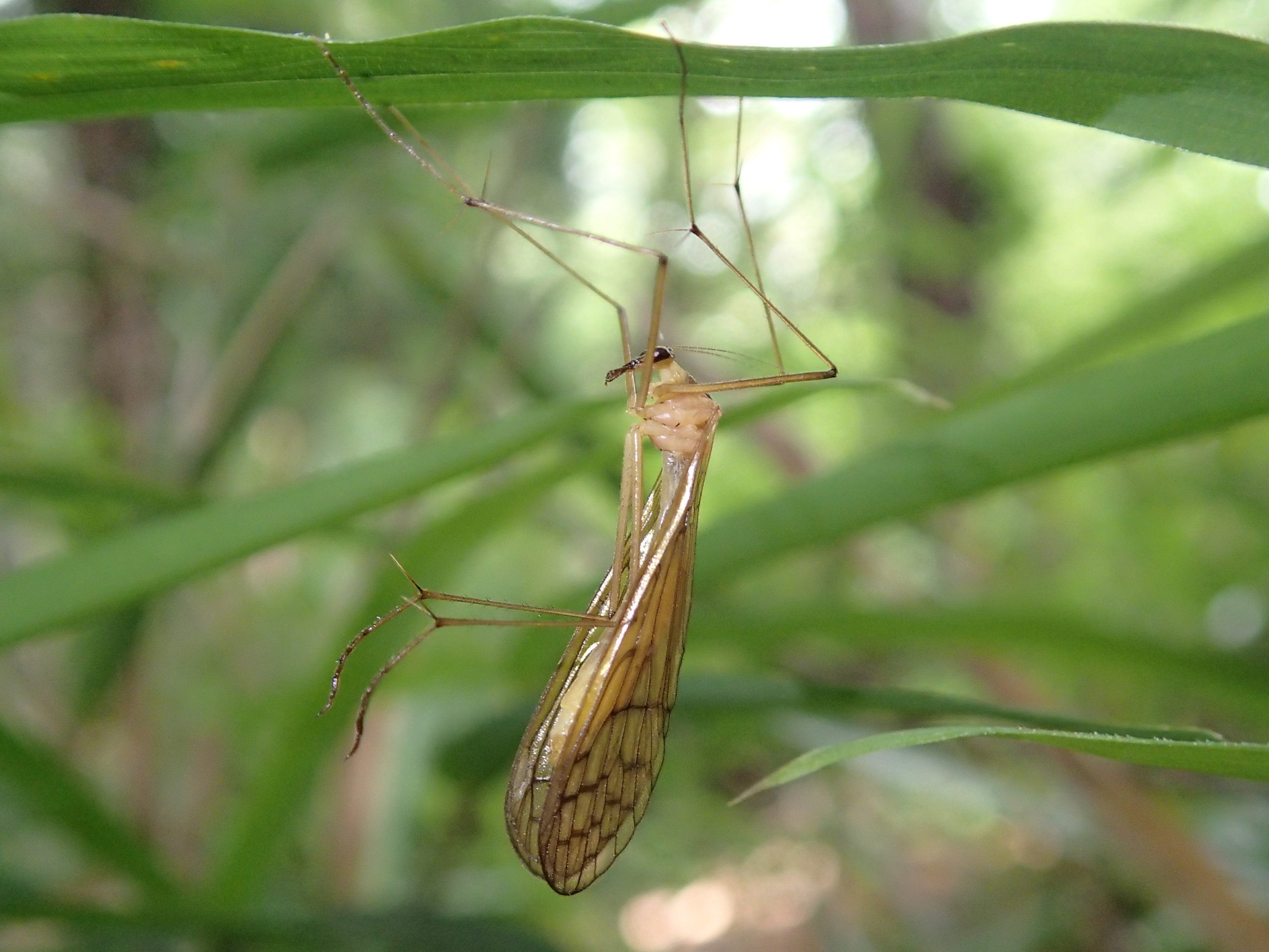
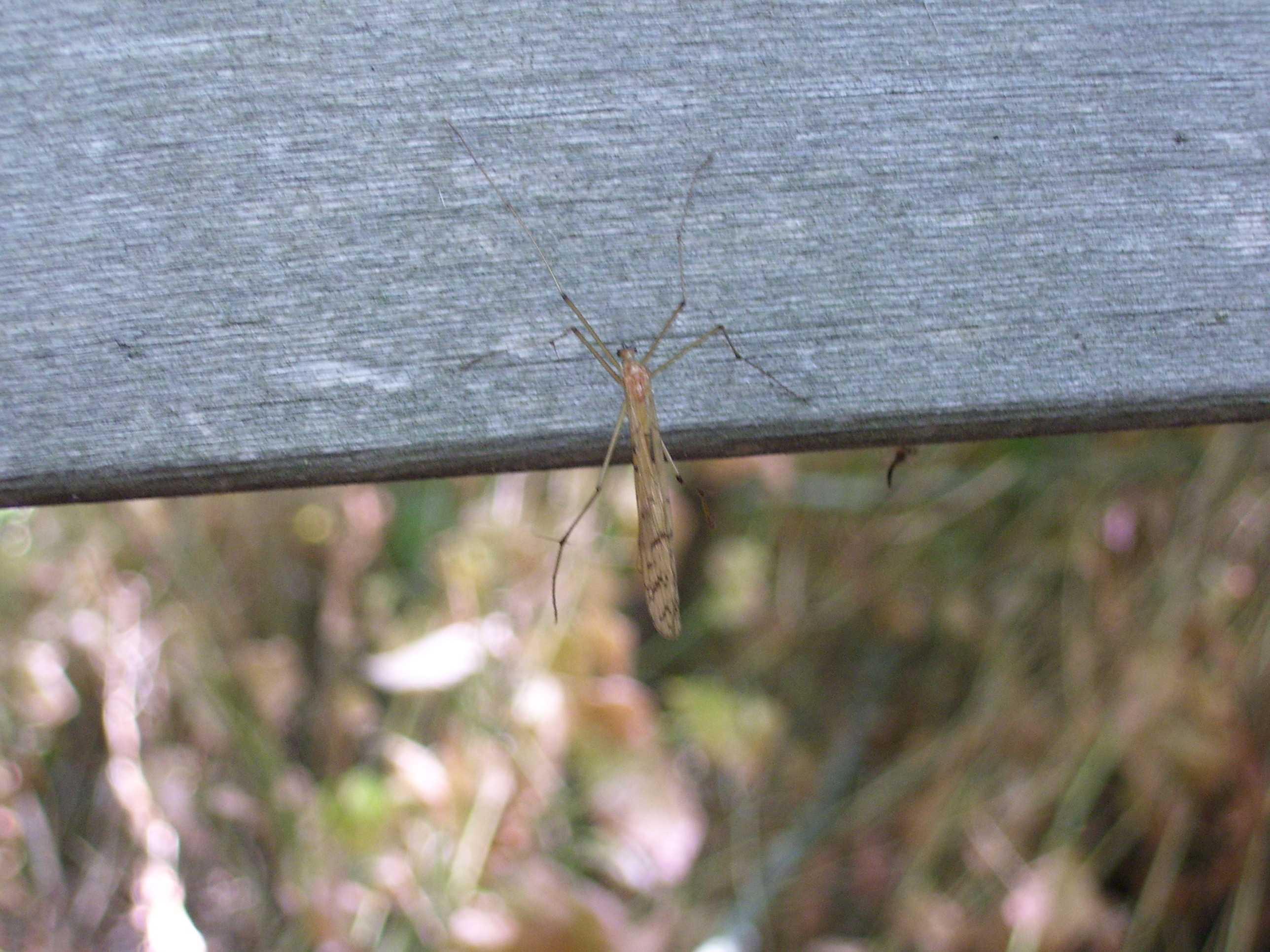

## Dottertaxa tillBittacus, i alfabetisk ordning[1]
- Bittacus aequalis
- Bittacus africanus
- Bittacus alexanderi
- Bittacus alluaudi
- Bittacus andinus
- Bittacus angrensis
- Bittacus annae
- Bittacus aripuanaensis
- Bittacus armatus
- Bittacus banksi
- Bittacus berlandi
- Bittacus bicornis
- Bittacus bifurcatus
- Bittacus blancheti
- Bittacus boraceiensis
- Bittacus boranicus
- Bittacus brasiliensis
- Bittacus brunipennis
- Bittacus brunneus
- Bittacus bullatus
- Bittacus burgeoni
- Bittacus byersi
- Bittacus capensis
- Bittacus caprai
- Bittacus carpenteri
- Bittacus chevalieri
- Bittacus chilensis
- Bittacus chlorostigma
- Bittacus choui
- Bittacus chujoi
- Bittacus cirratus
- Bittacus contumax
- Bittacus coreanus
- Bittacus cottrelli
- Bittacus discors
- Bittacus disternum
- Bittacus diversinervis
- Bittacus elisabethae
- Bittacus eremus
- Bittacus erythrostigma
- Bittacus femoralis
- Bittacus flavescens
- Bittacus flavidus
- Bittacus formosanus
- Bittacus fritzi
- Bittacus froehlichi
- Bittacus fumosus
- Bittacus geniculatus
- Bittacus goldbachi
- Bittacus gressitti
- Bittacus hageni
- Bittacus hainanicus
- Bittacus hansoni
- Bittacus henryi
- Bittacus homburgerae
- Bittacus imatongensis
- Bittacus indicus
- Bittacus insularis
- Bittacus issikii
- Bittacus italicus
- Bittacus kagoshimaensis
- Bittacus kimminsi
- Bittacus kunenensis
- Bittacus lachlani
- Bittacus laevipes
- Bittacus latipennis
- Bittacus latreillei
- Bittacus leptocaudus
- Bittacus leptocercus
- Bittacus lii
- Bittacus lineatus
- Bittacus livingstonei
- Bittacus maculatus
- Bittacus maculosus
- Bittacus malaisei
- Bittacus marginatus
- Bittacus mastrillii
- Bittacus mexicanus
- Bittacus milleri
- Bittacus monastyrskiyi
- Bittacus montanus
- Bittacus moschinus
- Bittacus nebulosus
- Bittacus nipponicus
- Bittacus nodosus
- Bittacus obscurus
- Bittacus occidentis
- Bittacus omega
- Bittacus oreinus
- Bittacus panamensis
- Bittacus parkeri
- Bittacus peninsularis
- Bittacus peringueyi
- Bittacus peterseni
- Bittacus pieli
- Bittacus pignatellii
- Bittacus pilicornis
- Bittacus pinguipalpi
- Bittacus pintoi
- Bittacus planus
- Bittacus pobeguini
- Bittacus punctiger
- Bittacus puripennatus
- Bittacus rossi
- Bittacus saigusai
- Bittacus schoutedeni
- Bittacus selysi
- Bittacus sinensis
- Bittacus sinicus
- Bittacus sjostedti
- Bittacus smithersi
- Bittacus sobrinus
- Bittacus sonani
- Bittacus spatulatus
- Bittacus stanleyi
- Bittacus stigmaterus
- Bittacus striatus
- Bittacus strigatus
- Bittacus strigosus
- Bittacus sylvaticus
- Bittacus takaoensis
- Bittacus taraiensis
- Bittacus tarsalis
- Bittacus testaceus
- Bittacus texanus
- Bittacus tienmushana
- Bittacus tjederi
- Bittacus trapezoideus
- Bittacus triangularis
- Bittacus tuxeni
- Bittacus ussuriensis
- Bittacus wahlbergi
- Bittacus walkeri
- Bittacus weelei
- Bittacus vexilliferus
- Bittacus whartoni
- Bittacus willmanni
- Bittacus wui
- Bittacus vumbanus
- Bittacus zambezinus
- Bittacus zelichi
- Bittacus zhejiangensis
- Bittacus zulu